# Vicenta de Coria
 Santa Vicenta de Coria (f. 424) es un personaje legendario, de una tradición tardía, documentada en obras historiográficas de los siglos XVI y XVII, en la que se dice que fue una cristiana mártir en  Coria (Cáceres). Está venerada como santa por la Iglesia católica. 

## Historicidad
La primera fuente que la cita fue la pretendida crónica de Luci Flavi Dextre, hijo de Paciano de Barcelona, que, en realidad, había sido escrita a finales del siglo XVI por el jesuita Jerónimo Román de la Higuera y publicada por primera vez en 1619. La habilidad de la falsificación hizo que fuese tenida por muchos autores como una obra auténticamente antigua y escrita en el siglo  V, por lo que sus afirmaciones, la mayoría sin ningún fundamento histórico real, pasaron a otras obras serias hasta el punto de alterar gravemente la cronología de los hechos narrados y provocar que capítulos catedralicios, consejos municipales, etc., creyendo lo que se decía, comenzasen a rendir culto o nombraran patrones a santos inexistentes, que enraizaron en la tradición popular. Hacia mediados del siglo XVII y XVIII, otros autores se encargaron de demostrar la falsedad de esta crónica y de las obras en las que se inspiraron, pero las tradiciones, leyendas y el culto iniciados ya se habían asentado y el pueblo continuó considerando alguna de estas historias como auténticas, hasta la actualidad, a pesar de la su falsedad.

## Leyenda
Según la tradición, creada con el fin de hacer que la ciudad de Coria fuese la cuna de una santa mártir, Vicenta o Vincencia habría sido una joven cristiana. En el siglo V, la invasión de Hispania por los bárbaros hizo que llegasen muchos arrianos, que perseguieron a los católicos. Vicenta era una joven soltera, posiblemnete religiosa, que no quiso abjurar del catolicismo, a pesar de las amenazas de muerte. Al negarse, fue asesinada por los arrianos en la misma Coria en 424.

## Veneración
Su festividad se celebra el 15 de marzo. La historia de la santa es muy tardía y tiene un alcance local y nunca ha sido reconocida por lal Iglesia, por lo cual, la santa no figura en el santoral ni en el Martirologio romano. En cambio, la devoción enraizó en la ciudad y en toda Extremadura. 
- Datos: Q11705053